# Autopsy
Autopsy é uma banda de death metal dos Estados Unidos, formada em 1987. Foi uma das primeiras bandas a usar a temática "gore" em suas composições, e está entre as mais influentes dentro do seu estilo.

## História
Autopsy começou a sua carreira lançando o álbum Severed Survival, em 1989. Nesta altura o som da banda era parecido com o álbum Scream Bloody Gore, da banda  Death.  O EP Retribution for the Dead marca uma aproximação do doom metal.
Mental Funeral, o segundo álbum, foi lançado em 1991. Depois deste álbum, a banda partiu para uma tour europeia. Logo depois, entraram em estúdio para gravar Fiend for Blood (EP).
Em 1995 foi lançado o último álbum, Shitfun, que se aproximava mais do hardcore punk. Logo depois a banda separou-se.
Após o término da banda, Chris Reifert e Danny Coralles concentraram-se em seu projeto Abcess, uma banda de death metal/punk.
Em 2005 participaram no documentário Metal: A Headbanger's Journey.
Em 2009 a banda anunciou o retorno com os três membros originais e Joe Trevisano no baixo. Com essa formação gravam o EP The Tomb Within (2010) e o disco completo Macabre Eternal (2011).
Em fevereiro de 2012 a banda lança a coletânea All Tomorrow's Funerals, a qual reúne todos os EPs do grupo remasterizados além de 4 músicas inéditas. No mesmo ano o Autopsy grava um DVD intitulado Born Undead que contém apresentações da banda em festivais de 2010 e 2011, e que inclui um documentário sobre a banda e alguns videoclipes.
Em 2013 e 2014 são gravados os mais recente álbuns: The Headless Ritual e Tourniquets, Hacksaws & Graves, respectivamente.